# El Cruzado Español
El Cruzado Español fu un periodico carlista spagnolo pubblicato tra il 1929 e il 1936. Dal 1932 mantenne una posizione di confronto con la leadership della Comunión Tradicionalista, facendosi portavoce di un gruppo carlista che si autodefinì Núcleo de la Lealtad (Nucleo della Lealtà).
I Crociati, guidati dal direttore del giornale Jesús de Cora y Lira, rifiutarono di accettare un eventuale accordo con Alfonso XIII, esiliato dalla Spagna dopo la proclamazione della Seconda Repubblica, e sostennero la successione di Carlo Pio d'Asburgo-Lorena attraverso un'interpretazione della legge semisalica, secondo la quale ritenevano che i diritti alla corona di Spagna dovessero andare al figlio di Blanca de Borbón y Borbón-Parma, figlia di Carlo VII, l'ultimo monarca regnante secondo i carlisti1. Questa corrente divenne in seguito nota come carloctavismo.

## Storia
Il giornale nacque nel 1929 come organo del partito jaimista di Castilla la Nueva, fondato dal leader regionale Lorenzo Sáenz y Fernández Cortina, che aveva contemporaneamente inaugurato un nuovo circolo jaimista nella capitale spagnola. Il suo primo direttore fu Guillermo Arsenio de Izaga, che era stato l'ultimo direttore del quotidiano El Correo Español.
Pubblicato in otto pagine e quattro colonne, iniziò ad apparire il venerdì e comprendeva una sezione chiamata appunto El Correo Español, con un riassunto settimanale della vita "cattolico-monarchica" (carlista).
Nel suo primo numero includeva una lettera di ringraziamento del pretendente Giacomo Pio di Borbone-Spagna, che il giornale saluta con un "Viva el Caudillo" (Viva il Caudillo). Il settimanale si dedicava continuamente a rievocare le "glorie" carliste attraverso rubriche come Ephemerides y personajes de la tradición, Calendario legitimista e Los héroes de la lealtad, che includevano brevi biografie di leader storici carlisti. Pubblicava anche fotoincisioni e pubblicità commerciale. Tra i collaboratori del settimanale vi erano numerosi tradizionalisti provenienti da tutta la Spagna, tra cui la scrittrice Dolores de Gortázar.
Sul piano politico, El Cruzado Español criticò gli errori della dittatura di Primo de Rivera, che aveva perseguitato l'ebraismo, ma riconobbe anche i suoi successi e l'anelito patriottico del dittatore, mostrando rispetto per la notizia della sua morte a Parigi nel marzo del 1930. Il giornale si distinse per la sua difesa del regionalismo, con il suo primo redattore, Izaga, originario della Bizkaia, che difese spesso i fueros baschi-navaresi.
Dopo la morte prematura di Don Jaime senza discendenza, gli succedette come capo del carlismo lo zio Alfonso Carlos de Borbón, anch'egli senza figli, lasciando la dinastia legittimista senza un successore maschio diretto, secondo la legge di successione del 1713 (nota come legge salica), che i carlisti consideravano in vigore.
El Cruzado Español sollevò allora il problema della successione. Nel febbraio 1932 inviò una rappresentanza a Alfonso Carlos chiedendogli di fare una dichiarazione di successione, escludendo la dinastia "usurpatrice". Questi rispose che il successore alla corona di Spagna doveva essere quello stabilito dalla legge e li avvertì di rimanere all'interno della disciplina della Comunione Tradizionalista.
All'inizio del 1932 i crociati erano anche infastiditi dal fatto che la nuova Giunta Suprema della Comunione fosse composto da ex mellisti e integristi, che si supponeva fossero solidali con la successione alfonsina. Tuttavia, il giornale aveva affermato che, se avessero riconosciuto la dinastia, integristi e mellisti avrebbero potuto unirsi nell'ebraismo:
 
Le loro precedenti divergenze si erano ridotte solo alla questione dinastica. J. de Arco (pseudonimo del secondo direttore, Jesús de Cora y Lira), arrivò a dire a questo proposito: 
I suoi dissensi con la nuova Junta Suprema Tradicionalista erano dovuti allo stretto avvicinamento con gli alfonsini, con i quali El Cruzado Español non accettava alcuna unione, ammettendo solo patti elettorali temporanei in cui le due cause non si fossero confuse. A principios de 1932 el cruzadista Lorenzo Sáenz dimitió de la Junta Nacional y de la jefatura regional del partido. All'inizio del 1932, il crociato Lorenzo Sáenz si dimise dalla Junta Nacional e dalla direzione regionale del partito.
Sulle colonne de El Cruzado Español, che si considerava l'erede de El Correo Español, scomparso dieci anni prima, nel maggio del 1932 si affermava che bisognava ricordare che, in passato, il giornale fondamentalista El Siglo Futuro, sotto la direzione di Ramón Nocedal, aveva "oltraggiato Carlo VII, disconosciuto Giacomo I e denigrato il giornale non ufficiale di entrambi", per cui bisognava riconoscere i propri errori, soprattutto se El Siglo Futuro doveva essere considerato il nuovo "organo della Comunione".
Il 16 luglio 1932, don Alfonso Carlos indirizzò un manifesto ai tradizionalisti di Spagna, in cui affermava:
Per le sue ripetute ribellioni, nell'ottobre 1932 don Alfonso Carlos dichiarò il giornale espulso dalla Comunione Tradizionalista.
Il giornale elogiava i governi di Mussolini e Hitler e simpatizzava per il fascismo. Nel 1933 stampò persino la rivista delle Juntas de Ofensiva Nacional-Sindicalista (JONS) nella tipografia di El Cruzado Español.
Tra il 1958 e il 1981 fu pubblicato a Barcellona una nuova periodico intitolato El Cruzado Español, un quindicinale che difendeva il cattolicesimo tradizionalista ed era diretto da José Oriol Cuffí Canadell.

## Direttori
- Guillermo Arsenio de Izaga (1929-1932)
- Jesús de Cora y Lira (1932-?)
- Bruno Ramos Martínez (?-1936)